# Койне
Стаття з серії:

Грецька мова
- Прагрецька мова
- Мікенська мова
- Давньогрецька мова
- Койне
- Середньогрецька мова
- Новогрецька мова
  - Катаревуса
  - Димотика

Койне́ (від грец. κοινὴ διάλεκτος — спільна мова) — діалект грецької мови періоду приблизно від 300 року до н. е. до 300 року н. е. Цим діалектом написано майже всі твори Нового Заповіту і ним вели проповідницьку діяльність із розповсюдження Євангелія у країнах Середземноморського басейну Св. Павло та інші християнські апостоли. Однією з найвідоміших пам'яток писемності койне є Розетський камінь.
Поступово слово «койне» набуло інших значень, наприклад, як функціональний тип мови, що використовується як основний засіб повсякденного спілкування з широким діапазоном комунікативних сфер в умовах регулярних соціальних контактів між носіями різних діалектів або мов.

## Стародавня Греція
Спочатку термін «койне» використовувався в лінгвістиці лише стосовно загальногрецької мови, яка склалася в еліністичний період (IV—III ст. до н. е.) на іонійсько-аттичній діалектичній основі і виконувала функції спільної мови ділової, наукової і художньої літератури Греції до II—III ст., хоча вже на початку нової ери виникає рух «аттикистів» (Лукіан) проти панування койне, за відродження норм старої аттичної літератури. Елліністичне койне, що замінило давні грецькі діалекти, стало історичною основою для сучасних грецьких діалектів, утворених після розпаду койне.

## Сучасність
Сучасна соціолінгвістика трактує койне у ширшому сенсі — як будь-який засіб спілкування (здебільшого усного), що забезпечує постійну комунікативну зв'язаність певного регіону.
Вирізняють міські койне і койне ареалу (країни). Роль койне може виконувати наддіалектна форма певної мови, розвинута на базі одного або кількох її діалектів, а також одна з мов, якими розмовляють у цьому ареалі (наприклад, у багатомовній Республіці Малі роль койне відіграє мова бамана (бамбара), що має наддіалектну форму, яка склалася як столичне койне у Бамако). Усні койне посідають проміжне становище між лінгва-франка та загальнонаціональною літературною мовою. Койне (особливо міське) є важливою передумовою формування літературної мови. Іноді койне розглядають поруч з піджинами, однак процес формування койне є суттєво відмінним: піджинізація передбачає істотну структурну модифікацію мови-джерела, натомість койне здебільшого розвивається у бік збереження і збагачення мови або діалекту, що перетворюються на койне. Піджин формується в умовах контакту і взаємного впливу різних мов, а койне найчастіше (хоча й не завжди) утворюється на базі діалектів однієї мови або близько споріднених мов. У деяких випадках піджин може набути функцій койне з наступним розвитком у бік креольської мови. Крім усних, можливі також письмові форми койне — наприклад, латинська мова у ролі науково-письмового койне у середньовічній Європі.

## Приклади
- У США було створене мінімізоване койне у вигляді основного функціонального набору для натуралізації мігрантів, що став прототипом та основою однієї з мов програмування — «бейсик».
- Есперанто, створене на основі лексики романських, германських і слов'янських мов, є найвідомішим сучасним койне світового рівня.